# Чорні клобуки

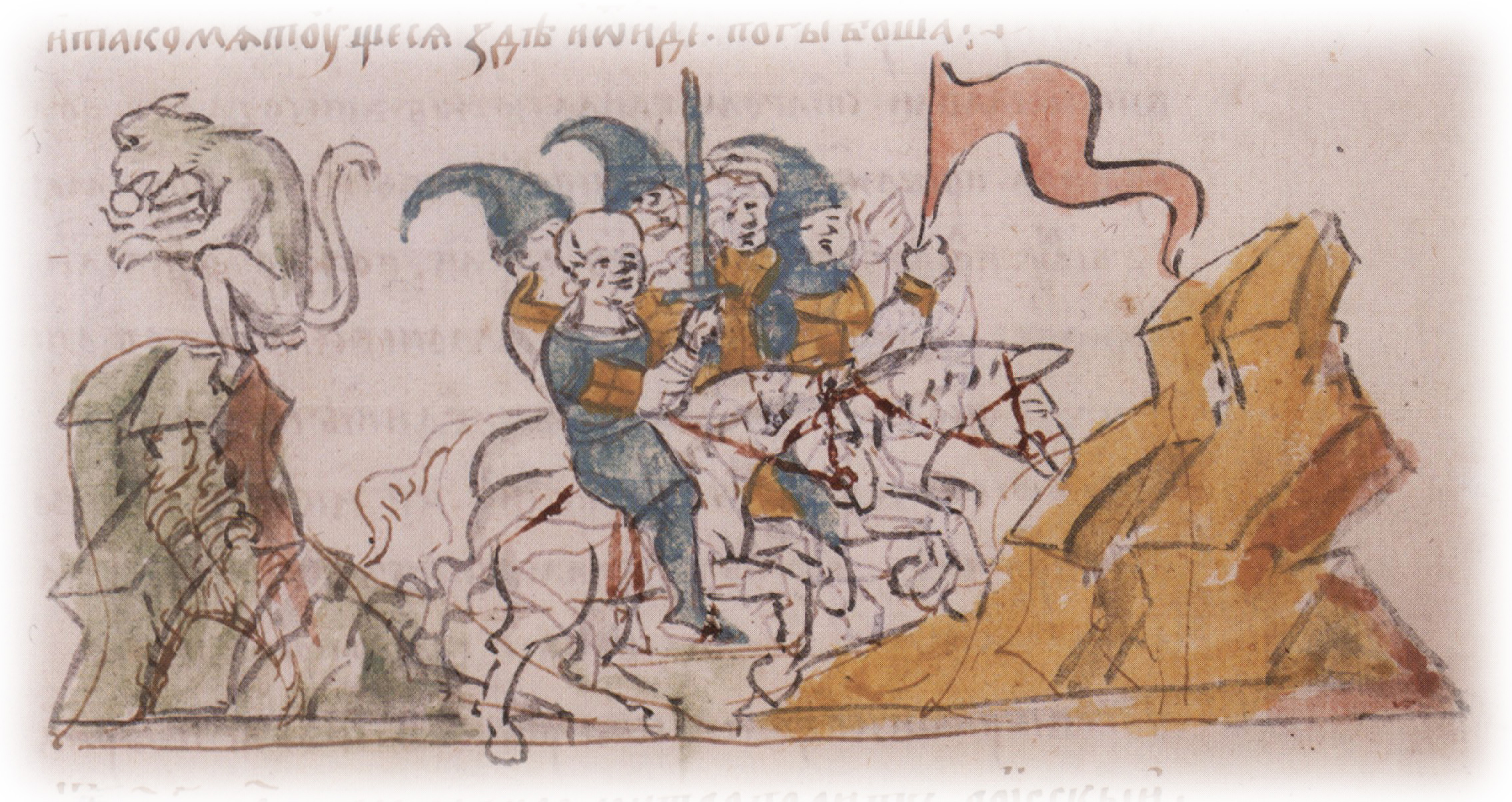
Торки і берендеї одягнути у чорні ковпаки (клобуки), 1121 рік. Мініатюра Радзивілловського літопису (13-15 ст.).

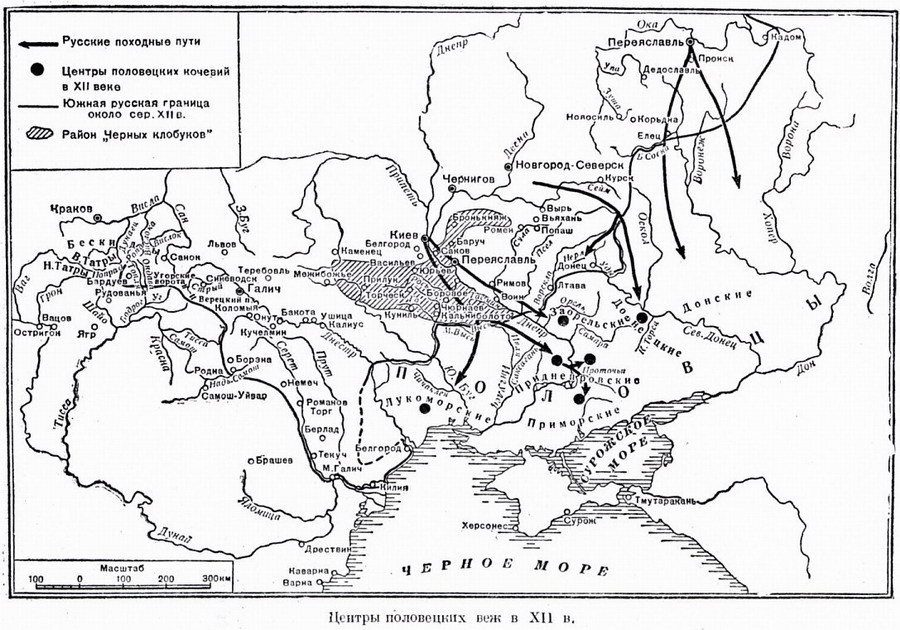
Територія чорних клобуків (заштриховано)

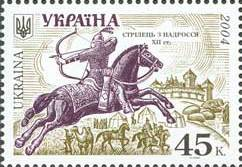
Чорноклобуцький вершник на поштовій марці України

Чо́рні клобу́ки (д.-рус. чернии клобуци; тюрк. kara-kalpak, qara-papaqlar каракалпа́ки — «чорні ковпаки/шапки») — у ХІ—ХІІ століттях руська назва об'єднання тюркських родів печенігів, торків, берендеїв та ковуїв, які з дозволу київських князів осіли у лісостеповій частині Київської Русі (переважно в межах захисної лінії у регіоні річки Рось та Трубежі на Чернігівщині). Це об'єднання було зумовлене потребою спільної оборони від нападів половців, войовничо налаштованих щодо Русі. Відповідно у давньоруських літописах Чорні клобуки згадуються як «свої пога́ні» (від лат. paganismus, утвореного від paganus. Слово pāgus означало «територія поза межами міста»; також цей термін був вживаний християнами у сенсі «язичник»), з котрих було створено форпост Русі проти нападів кочівників.

## Загальні відомості

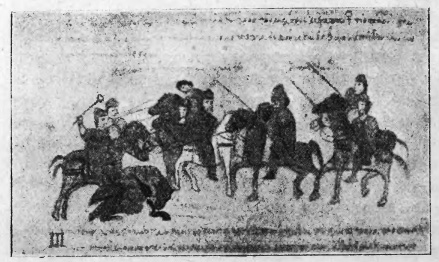
Печеніги на грецькому малюнку (печенізьке військо з правого боку).

Вперше назва «Чорні клобуки» була згадана в Іпатіївському літописі в 1146 році, востаннє — в 1193 році. За повідомленням літопису, до складу чорних клобуків входили: торки, печеніги, берендеї і ковуї. Також по одному разу літопис згадує турпеїв (1150) і каєпічів (1160). Остання згадка тюркських союзників київських князів в літописі відноситься до 1235 року і стосується торків. Ядром цього прикордонного контингенту вважається Торчеськ, центром берендеїв Ростовець, племена ковуїв та турпеїв поселилися на півдні Чернігівщини. З археологічних даних випливає, що на відміну від постійних поселень Правобережжя (переважно Поросся), присутність слідів осілих кочівників на Лівобережжі майже не зафіксована.
Чорні клобуки складали частку війська київських князів і брали участь практично у всіх їх озброєних заходах, особливо в усобицях княжої династії. Військові сили київських князів, згідно з Іпатіївським літописом, складалися з 3 частин: киян, чорних клобуків і княжої дружини. У політичному плані в Київському князівстві в цей час існувало 2 головні сили: київське боярство і чорні клобуки.

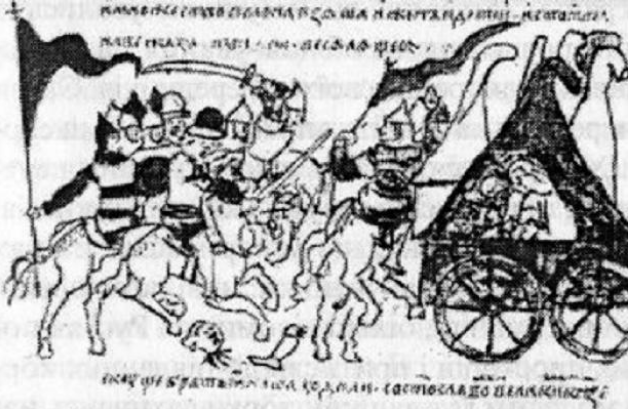
Ковуї — одне з чорноклобуцьких племен, в літописі

Клобуки не завжди були слухняними підданими, часом повстаючи або відходячи у степ, відмовляючись виконувати службу. Так, після заворушень у 1121 р. Володимир Мономах вигнав з руських земель племена берендеїв, печенігів і торків. А вже у сорокові роки XII століття в Пороссі на південному кордоні Київської землі складається союз із берендеїв, торків та печенігів, що перейшли на службу до руських князів, отримавши назву Чорні клобуки. Чорні клобуки і київські бояри спільно ухвалювали рішення про запрошення до Києва того або іншого князя.
Про важливу роль чорних клобуків в політичному житті Київського князівства свідчить стійкий вираз, що неодноразово повторюється в літописі, «вся земля Руська і чорні клобуки». Перський історик Рашид-ад-дін, описуючи завоювання Русі монголами в 1240 році, пише:

Царевичі Бату з братами, Кадан, Бурі та Бучек попрямували походом в країну русів і народу чорних шапок і в 9 днів узяли велике місто русів, якому ім'я Манкеркан (Київ).

Згідно з археологічними даними після монгольського завоювання частина чорних клобуків переселилась до Поволжя та Молдавію і увійшла до військово-аристократичної структури улусу Джучі (половецького). Проте напівосіла і осіла частина чорних клобуків залишилася в Пороссі і з часом асимілювала з тутешнім слов'янсько-варязьким населенням, взявши участь в етногенезі українців. Печенізька мова — мова низки тюркських племен, відомих під назвами чорні клобуки: печеніги, огузи, торки, ковуї, турпеї, боути, каєпичі, берендеї.
Чорні клобуки мали свою самоврядну організацію (віче старшин), яка підлягала київським князям. Як складова частина Київської Русі, чорні клобуки охороняли її південні кордони та брали участь у походах київських князів. Під впливом сусідів чорні клобуки поступово переходили від скотарства до осілого рільництва.
Після татарської навали 1240 року частина «чорних клобуків» асимілювалися зі слов'янським населенням, інші подалися до степів, і про них історичні документи більше не згадують.
Вважається, що з торками пов'язаний топонім Торське (Чортківський район).